# دانیلا ساراهیبا
دانیلا ساراهیبا (به انگلیسی: Daniella Sarahyba) (زاده ۸ ژوئیه ۱۹۸۴) مدل برزیلی است.